# Kuchisake-onna: Ritānzu
Kuchisake-onna: Ritānzu es la tercera parte de Carved que se basa en Kuchisake-onna, un Yokai de la mitología japonesa que trata de una mujer que fue desfigurada y asesinada por su esposo, y volvió como un espíritu maligno para vengarse preguntándoles a sus víctimas si es bella, los cuales terminarían asesinados por ella al responder.

## Sinopsis
Un grupo de amigos viaja a una pequeña aldea japonesa, con el fin de investigar las leyendas urbanas de la localidad. Pronto descubrirán que los habitantes del lugar veneran a una Yokai (espíritu) conocida bajo el nombre de Kuchisake Onna, y consideran que necesita “sacrificios humanos”.